# القصور (الكويت)
القصور منطقة من مناطق محافظة مبارك الكبير في الكويت. سميت بهذا الاسم لأن الكويتيون في السابق كانوا يسمون القرى الجنوبية بالقصور.